# Palazzo dei Principi-Vescovi di Liegi
Il palazzo dei Principi-Vescovi di Liegi (in francese Palais des Princes-Évêques de Liège) è un importante palazzo situato nel centro della città belga di Liegi, un tempo sede vescovile e governativa quando la città era capitale del vasto principato vescovile di Liegi. Oggi ospita il Palazzo di Giustizia e l'amministrazione provinciale. L'edificio attuale risale in gran parte all'epoca rinascimentale, quando su iniziativa del principe-vescovo Érard de La Marck venne sostituito il precedente medievale distrutto durante l'assedio di Carlo il Temerario.